# Eosentomon ulinense
Eosentomon ulinense är en urinsektsart som beskrevs av Andrzej Szeptycki 1999. Eosentomon ulinense ingår i släktet Eosentomon och familjen trakétrevfotingar. Inga underarter finns listade i Catalogue of Life.